# Ganemulla
Ganemulla est une ville de taille moyenne, située dans le district de Gampaha au Sri Lanka. Ganemulla est à 9 km de Kadawatha sur la route Colombo-Kandy.
La ville la plus proche de Ganemulla est Gampaha dont elle est distante de 5 km.
Ganemulla est entourée par les villes de Kadawatha, Gampaha, Ja-Ela et Kandana.
Le régiment commando de l’armée srilankaise est situé à Ganemulla.